# Vidrio islámico

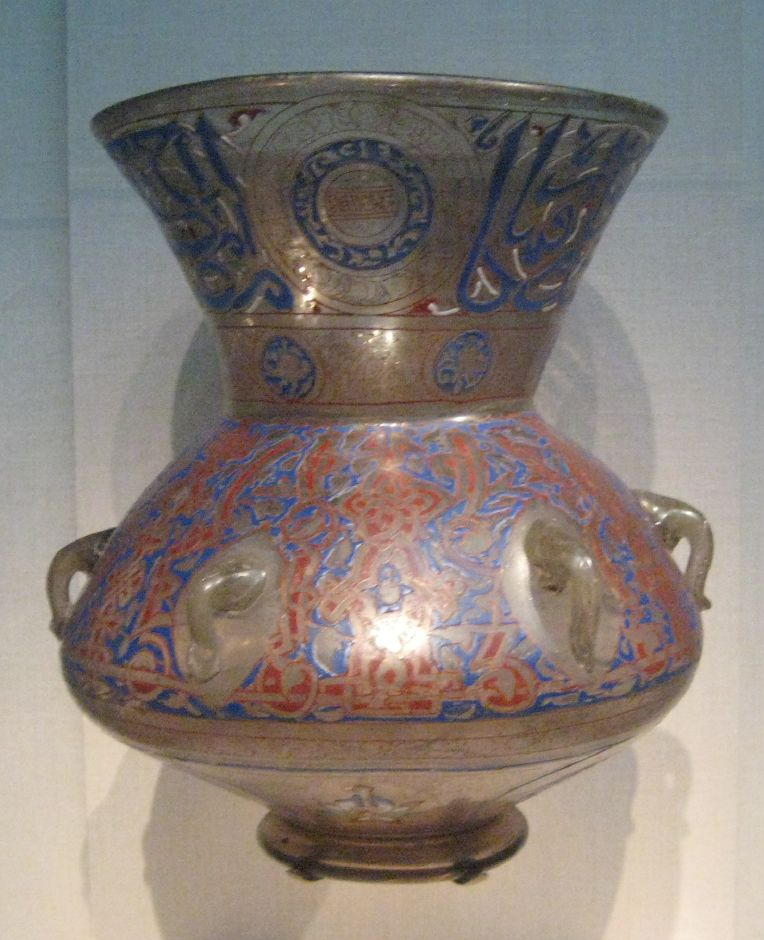
Lámpara egipcia de mezquita, 1360.

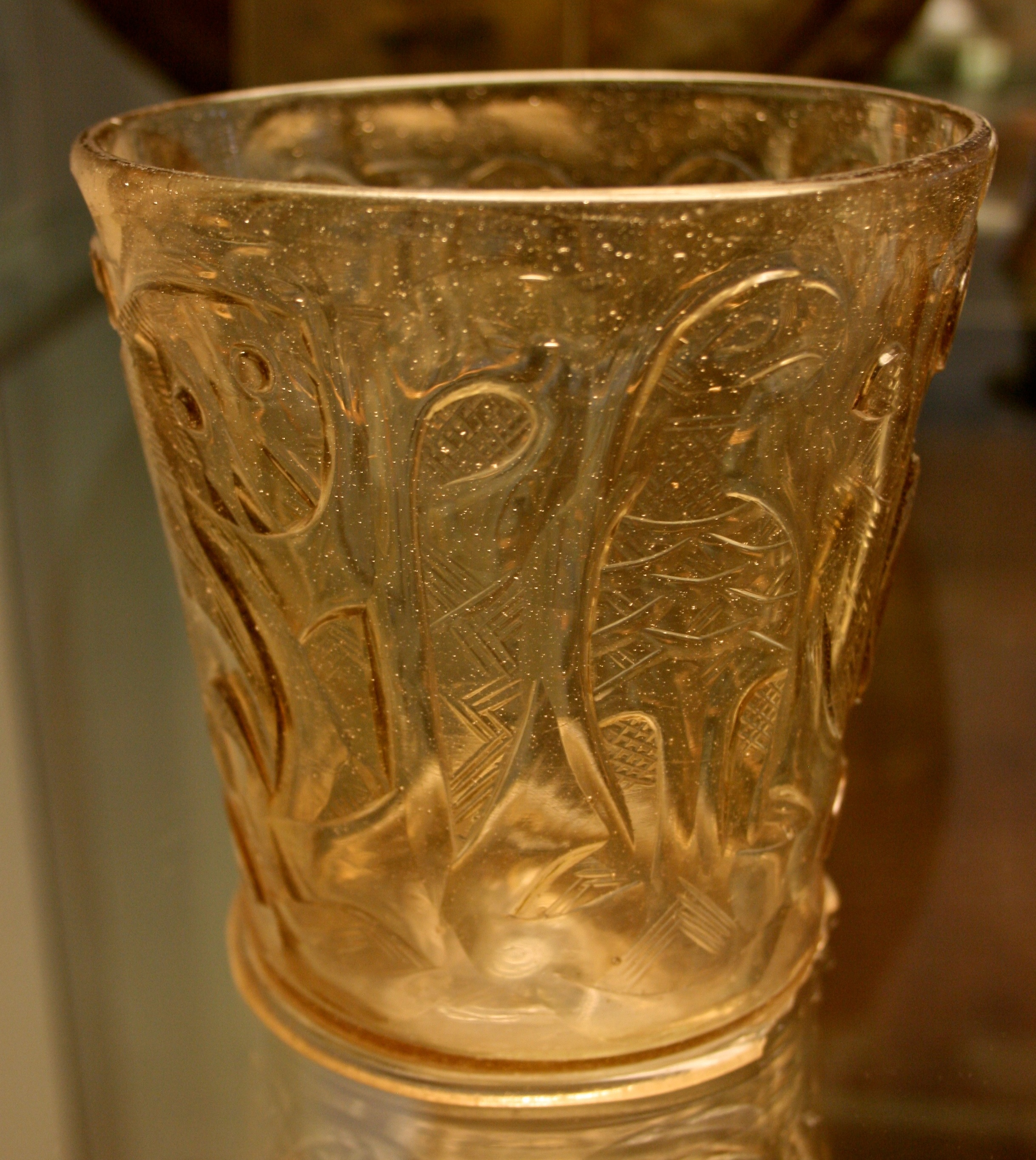
Uno de los Vasos de Hedwig que imita el cristal de roca y se exportó a Europa.

El vidrio islámico desarrolló una expresión única que se caracterizó por la introducción de nuevas técnicas y la innovación de antiguas tradiciones. La influencia del mundo islámico en la historia del vidrio se refleja en su distribución en todo el mundo, desde Europa hasta China y desde Rusia hasta el este de África.

## Influencias romanas y sasánidas
El vidrio islámico no comenzó a desarrollar una expresión reconocible hasta finales del siglo VIII o principios del siglo IX, a pesar de que el Islam se extendió a través del Medio Oriente y el Norte de África durante mediados del siglo VII. A pesar de traer enormes cambios religiosos y sociopolíticos a la región, este evento parece no haber afectado drásticamente el funcionamiento cotidiano de las industrias artesanales, ni provocó «una destrucción extensa o una interrupción duradera». Las industrias romanas ( Levante mediterráneo y Egipto) y sasánidas (Persia y Mesopotamia) de fabricación de vidrio continuaron de la misma manera que lo habían hecho durante siglos. Tras la unificación de toda la región, se facilitó la interacción de ideas y técnicas, lo que permitió la fusión de estas dos tradiciones separadas con nuevas ideas, que en última instancia condujeron a la industria del vidrio islámico. Las tradiciones romanas de fabricación de vidrio que son importantes en el período islámico incluyen la aplicación de líneas de vidrio como adorno de superficie, mientras que las técnicas estilísticas adoptadas desde el imperio Sasánida incluyen varios estilos de corte de vidrio. Esto puede haberse desarrollado a partir de las antiguas tradiciones de tallado en piedra dura en Persia y Mesopotamia. En lo que respecta a la tecnología de fabricación de vidrio, los hornos de tanque utilizados en el Levante para producir losas de vidrio en bruto para la exportación durante el Período Clásico se utilizaron durante el principio del Período Islámico en la misma región hasta el siglo X y XI.

## Cambio tecnológico
Durante los primeros siglos del dominio islámico, los fabricantes de vidrio en el Mediterráneo oriental continuaron utilizando la receta romana consistente en arena rica en calcio (que proporciona el sílice y la cal) y natron mineral (componente de soda) del Wādi el-Natrūn en Egipto, ejemplos de vidrio islámico basado en natrón se han encontrado en el Levante hasta finales del siglo IX. La evidencia arqueológica ha demostrado que el uso de natron cesó, y la ceniza de plantas se convirtió en la fuente de soda para todo el vidrio islámico en los siglos siguientes. Las razones de esta transición tecnológica siguen sin estar claras, aunque se ha postulado que el malestar civil en Egipto durante el siglo IX llevó a un corte en el suministro de natrón, lo que obligó a los fabricantes de vidrio islámicos a buscar fuentes alternativas de soda.  La evidencia de la experimentación con la receta básica de vidrio en Beth She'arim ( Israel moderno ) durante el siglo IX apoya este argumento. Una losa de vidrio hecha de un molde contenía una cantidad excesiva de cal y puede ser el resultado de mezclar arena con ceniza de planta. Aunque el vidrio en bruto habría sido inutilizable debido a su composición, sí sugiere que en este momento, los fabricantes de vidrio islámicos en el Levante estaban combinando aspectos sasánidas con las tradiciones romanas en un esfuerzo por resolver el problema creado por la falta de acceso al mineral natron. El uso de cenizas de plantas, específicamente de plantas halófitas (amantes de la sal), que abundaban en Oriente Medio debido al clima, era bien conocido en Persia y Mesopotamia. Indudablemente, no tardaría mucho tiempo para que los fabricantes de vidrio en el Cercano Oriente corrijan sus errores de fabricación y comienzaran a utilizar la receta basada en cenizas de plantas que se usaba más al este.

## Primer cristal Islámico: mediados delsigloVIIa finales delsigloXII

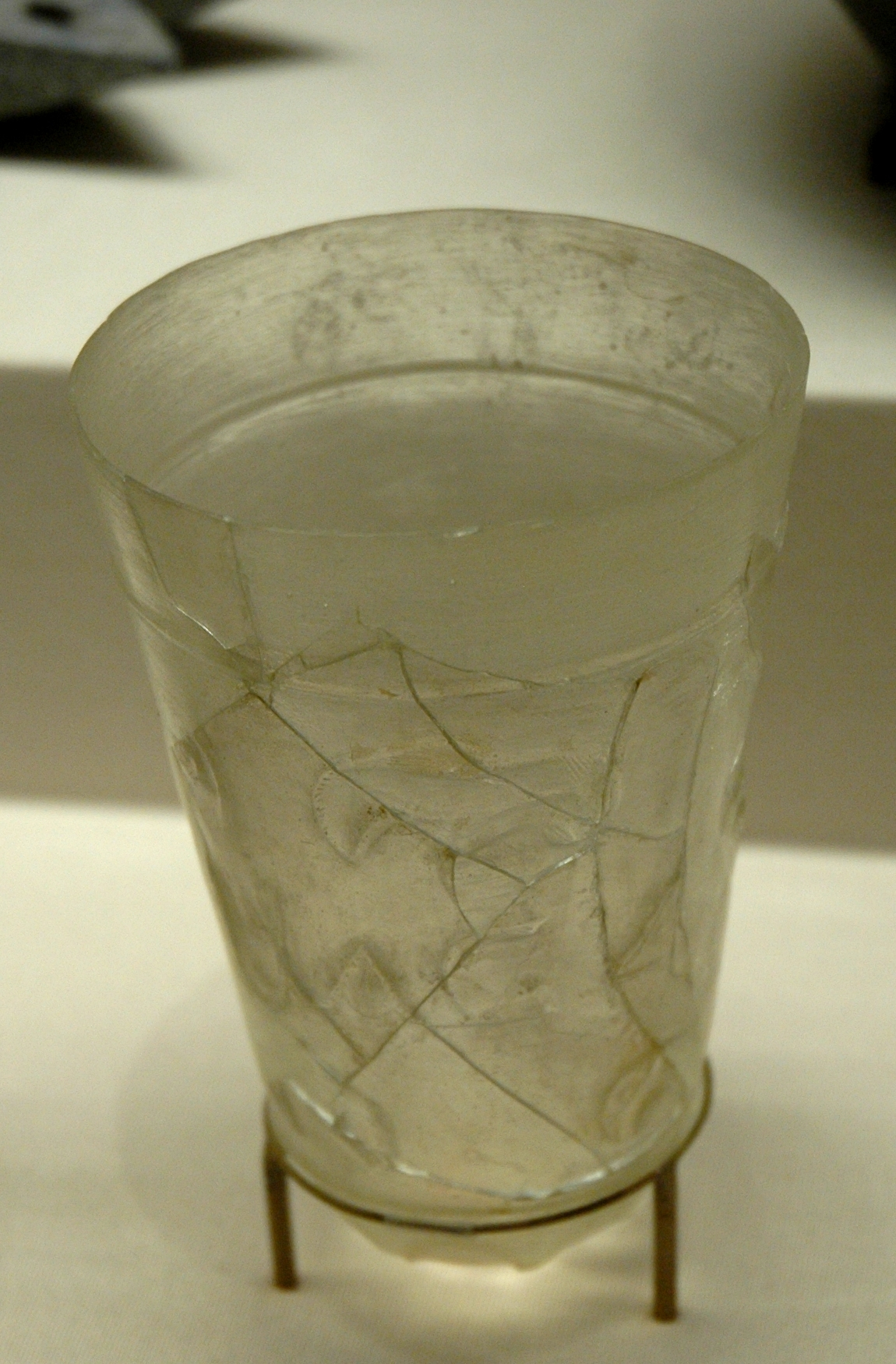
Vaso del, Nishapur.

La industria del vidrio en el primer Período Islámico se puede caracterizar inicialmente como una continuación de antiguas tradiciones, coincidiendo con el Califato Omeya, la primera dinastía islámica (Israel 2003, 319). Tras el ascenso del califato abasí en el 750, la capital del mundo islámico se trasladó de Damasco en el Levante a Bagdad en Mesopotamia. Esto llevó a un cambio cultural lejos de las influencias de las tradiciones clásicas, y permitió el desarrollo de una expresión 'islámica'.
La producción de vidrio durante este período se concentró en tres regiones principales del mundo islámico. En primer lugar, el Mediterráneo Oriental siguió siendo un centro de producción de vidrio, como lo había sido durante siglos. Excavaciones en Qal'at Sem'an en el norte de Siria, Tiro en el Líbano, Beth Shearim y Bet Eliézer en Israel, y en Fustat (El Cairo Antiguo) en Egipto, todos han mostrado evidencia para la producción de vidrio, incluidos numerosos recipientes, vidrio en bruto y sus hornos asociados. En Persia, una antigua región del imperio sasánida, la actividad arqueológica ha localizado una serie de sitios con grandes depósitos de vidrio islámico, incluidos Nishapur, Siraf y Susa. Numerosos hornos sugieren que Nishapur fue un importante centro de producción, y la identificación de un tipo local de vidrio en Siraf sugiere lo mismo para ese sitio. En Mesopotamia, las excavaciones en Samarra, una capital temporal del Califato abasí durante mediados del siglo IX, produjeron una amplia gama de vasijas de vidrio, mientras trabajaban en al-Madā'in (Ctesiphon) y Raqqa (en el río Éufrates en la Siria moderna) proporcionaron evidencia para la producción de vidrio en la región. Sin embargo, es difícil identificar claramente el lugar en el que se fabricó una pieza de vidrio sin la presencia de desechos —piezas rotas y descartadas en el proceso de fabricación—, que indiquen que la ubicación era un sitio de fabricación de vidrio. Además, durante el califato abasí, tanto los vidrieros como sus productos se movieron por todo el imperio, lo que produjo la dispersión del material de vidrio y la «universalidad del estilo», lo que impide aún más la identificación del lugar de nacimiento de una pieza. A medida que el imperio selyúcida surgió y que los generales selyúcidas conquistaron tierras bajo la bandera abasí únicamente de manera nominal, es probable que la tecnología del vidrio, el estilo y el comercio pudieran haber seguido de manera similar bajo los selyúcidas como lo hizo bajo los abasíes. A pesar de la creciente capacidad y el estilo de los fabricantes de vidrio islámicos durante este tiempo, pocas piezas fueron firmadas o fechadas, lo que también dificulta la identificación de la ubicación de origen de una pieza. Las piezas de vidrio suelen fecharse por comparaciones estilísticas con otras piezas de la época.
La mayoría de las tradiciones decorativas utilizadas en el Período Islámico temprano se referían a la manipulación del vidrio en sí, e incluían la aplicación de senderos, el tallado y el soplado de moldes. Como se mencionó anteriormente, la talla de vidrio y la aplicación de senderos son una continuación de las técnicas más antiguas, la primera asociada con la fabricación de vidrio de sasánido y la segunda con las tradiciones romanas. En el corte en relieve, una forma especializada de tallado de vidrio que se utiliza con mayor frecuencia en vidrios incoloros y transparentes, «el área que rodea los elementos decorativos fue tallada de nuevo en el suelo, dejando así el primero en relieve».

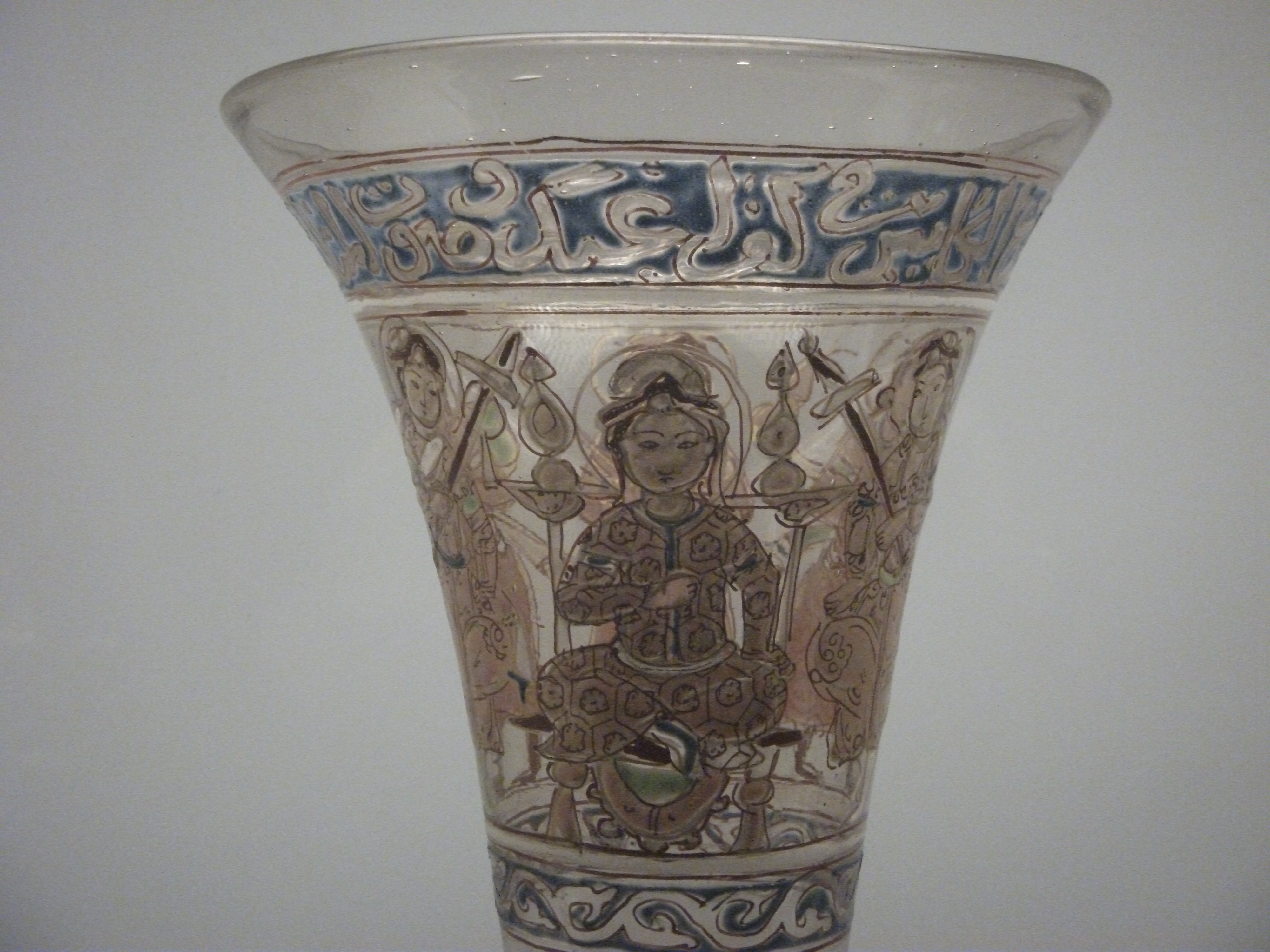
Copa Palmer, con la representación de un príncipe sentado, un primer vidrio pintado iraní, basándose en motivos utilizados en la cerámica.

A diferencia del corte en relieve, la aplicación de línea o hilo que arrastra, permitió la decoración con vidrio caliente. El soplador de vidrio manipularía el vidrio fundido mientras aún era maleable y crearía modelos, asas o bridas. Mientras que el corte alcanzó la cima de su popularidad entre los siglos IX y XI, el arrastre de hilos se hizo más extenso durante los siglos XI-XII, cuando los vidrieros selyúcidas estaban considerados en el punto álgido de sus habilidades.
Moldear, basado en las tradiciones romanas del siglo I, es otra técnica especializada que se extendió ampliamente a través del mundo islámico mediterráneo durante este período. Se conocen dos tipos distintos de moldes arqueológicamente; un molde de dos partes formado por mitades separadas, y el molde 'dip', por el cual el vidrio viscoso se coloca completamente dentro de un molde. Los moldes a menudo estaban hechos de bronce, aunque hay ejemplos de algunos de cerámica. Los moldes también suelen moldearse, lo que a menudo incluye un modelo tallado; la pieza terminada adoptaría la forma y el estilo del molde (Carboni y Adamjee 2002). Con estos avances en la tecnología de fabricación de vidrio, los artesanos comenzaron a estilizar y simplificar sus diseños, enfatizando los diseños con «ningún primer plano o fondo» y «vasos lisos pero hermosos».
Una última tecnología decorativa que es un marcador distintivo del primer período islámico es el uso de la pintura de brillo. Mientras que algunos estudiosos ven esto como una invención puramente islámica que se origina en Fustat, otros colocan los orígenes de la decoración del lustre en el Egipto copto y romano durante los siglos anteriores al surgimiento del Islam. Los vasos de vidrio teñidos con pigmentos de cobre y plata eran conocidos alrededor del siglo III, aunque la verdadera tecnología de lustre probablemente comenzó en algún momento entre los siglos IV y VIII de nuestra era. La pintura brillante sobre vidrio implica la aplicación de pigmentos de cobre y plata, seguido de una mezcla específica que permite el intercambio iónico de Ag + y Cu + con el vidrio, lo que da como resultado un brillo metálico totalmente unido al recipiente.  Independientemente de sus orígenes específicos, la decoración de lustre fue una tecnología clave en la producción de vidrio que continuó desarrollándose a lo largo del período islámico, y se extendió no solo geográficamente, sino también a otras industrias materiales en forma de cerámica vidriada.

## Cristal islámico medio: finales delsigloXIIhasta finales delsigloXIV

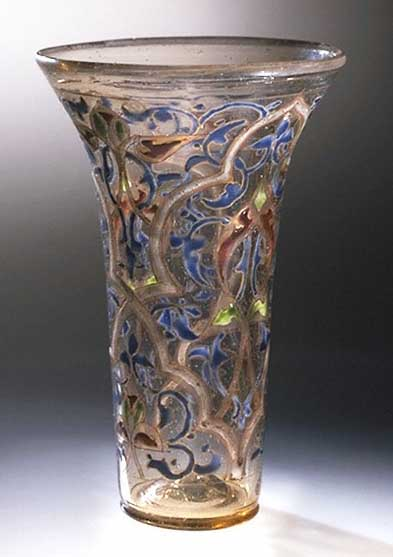
Vaso del siglo XIII llamado La Suerte de Edenhall (V&A Museum no. C.1 to B-1959.

Esta fue la «edad de oro» de la fabricación de vidrio islámico, a pesar de la naturaleza díscola del mundo islámico. Persia y Mesopotamia (junto con partes de Siria durante algún tiempo) estuvieron bajo el control de los turcos selyúcidas, y más tarde de los mongoles, mientras que en el Mediterráneo oriental, las dinastías ayubí y mameluca dominaron. Además, este período vivió interrupciones europeas en el Medio Oriente debido a las Cruzadas. La producción de vidrio aparentemente dejó de existir en Persia y Mesopotamia, y se sabe poco sobre las razones de esto. Sin embargo, en la primera parte de este período, hay pruebas de la fabricación de vidrio en Asia Central, por ejemplo en Kuva, en el Uzbekistán moderno. Esta tradición presumiblemente terminó con las invasiones mongolas de mediados del siglo XIII que destruyeron otros sitios en la región.
Las regiones productoras de vidrio de Siria y Egipto continuaron sus industrias. Es por los materiales excavados y producidos en sitios como Samsat en el sur de Turquía , Alepo y Damasco en Siria, Hebrón en el Levante , y El Cairo, que este período se refiere como la «Edad de Oro del vidrio islámico». El Período islámico medio se caracteriza por la perfección de varias tradiciones decorativas policromadas, las más importantes de las cuales son maravillas, esmaltes y dorado, mientras que la talla en relieve y la pintura brillante parecían pasar de moda. Marvering implica aplicar un rastro continuo de vidrio opaco —en varios colores, como blanco, rojo, amarillo o azul pálido— alrededor del cuerpo de un objeto de vidrio. Este paso puede ser manipulado tirando de él, creando un patrón característico 'ondulado'. El objeto se rodó luego sobre un "marver" —una losa de piedra o de hierro— para hacer que el rastro entrara en el recipiente de vidrio. Esta técnica, utilizada en una variedad de objetos de vidrio, desde cuencos y botellas hasta piezas de ajedrez, se introdujo a finales del siglo XII, pero de hecho es una reactivación de una tradición de vidrio mucho más antigua que tiene su orígenes en la  Edad del Bronce final en Egipto.

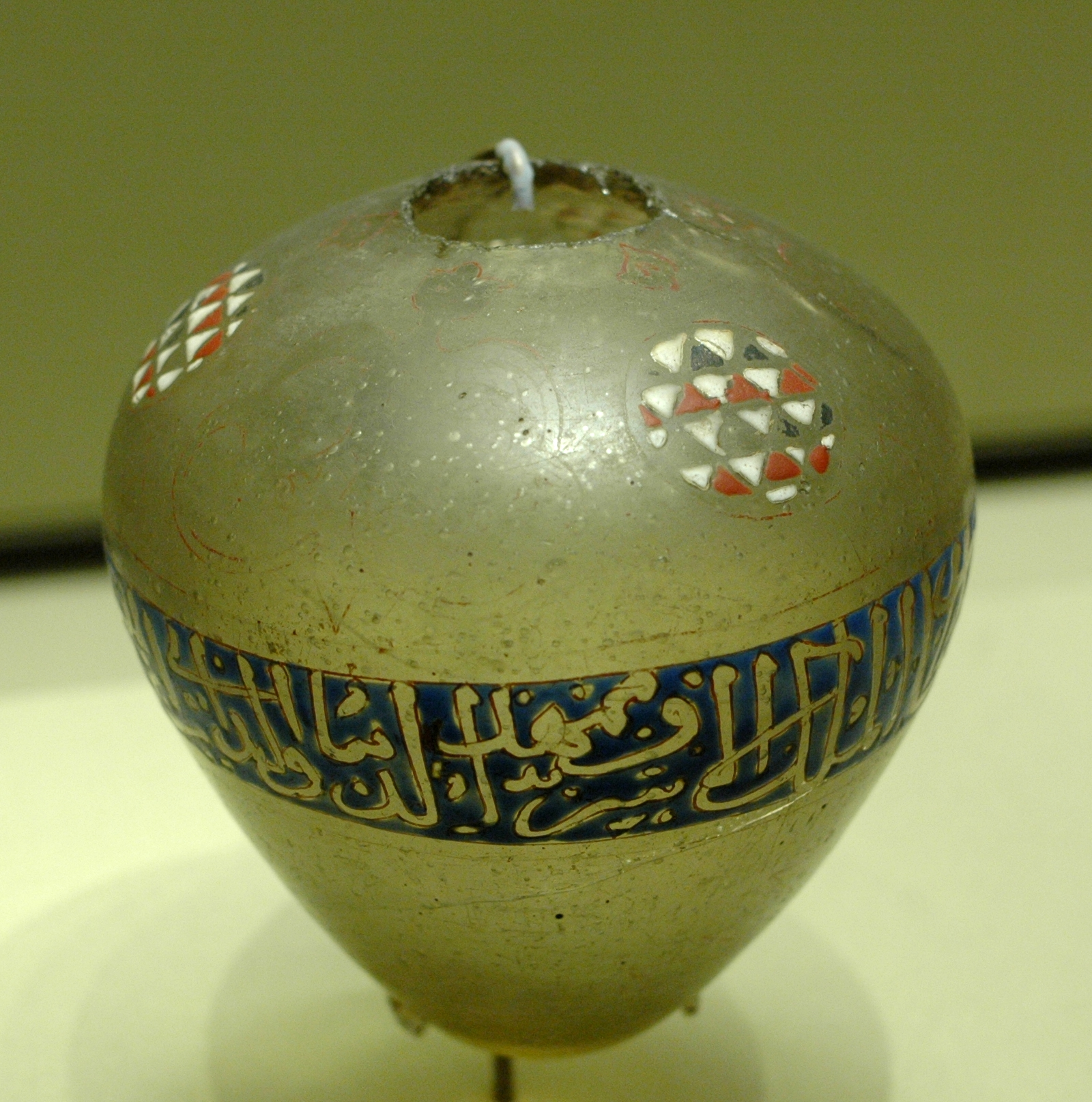
Jarrón con el nombre de un sultán de Yemen, probablemente Siria o Egipto, 1290s.

El dorado, durante este período implicó la aplicación de pequeñas cantidades de oro en suspensión sobre un cuerpo de vidrio, seguido de un fuego bajo para fusionar los dos materiales, y fue adoptado de las tradiciones bizantinas. Esta técnica a menudo se combinaba con el esmaltado, la aplicación de vidrio triturado con un colorante, a formas de vasijas tradicionales y nuevas, y representa el apogeo de la fabricación de vidrio islámico. El esmaltado, una resurrección de técnicas más antiguas, se practicó por primera vez en el mundo islámico en Raqqa (Siria) a fines del siglo XII, pero también se extendió a El Cairo durante el gobierno mameluco. Un estudio de varias vasijas esmaltadas, incluyendo vasos y lámparas de mezquita, sugiere que hay dos prácticas de trabajo sutiles pero distintas, que posiblemente representen dos centros de producción distintos o tradiciones de trabajo del vidrio. Debido a su gran demanda, el vidrio esmaltado se exportó a todo el mundo islámico, Europa y China durante este período. Finalmente, el esmaltado terminó en Siria y Egipto tras la interrupción de varias invasiones mongolas desde el siglo XIII hasta el siglo XV.
Una nota final sobre el vidrio del Período Islámico Medio es la mayor interacción entre Oriente Medio y Europa. Las Cruzadas permitieron el descubrimiento europeo de objetos islámicos dorados y esmaltados. El Cáliz de los Ocho Príncipes traído a Francia desde el Levante es uno de los primeros ejemplos de esta técnica. Además, se exportaron grandes cantidades de ceniza de plantas crudas exclusivamente a Venecia, lo que alimentó las industrias de vidrio de esa ciudad. También fue en Venecia que el esmalte fue resucitado después de su declive en el mundo islámico.

## Vidrio islámico tardío: delsigloXValsigloXIX
El Período islámico tardío está dominado por tres imperios principales y áreas de producción de vidrio; los otomanos en Turquía, la dinastía safávida (y más tarde Zand y Qajar ) en Persia, y los mogoles en el norte de la India. La característica principal más importante de la producción de vidrio en este período es la «influencia directa del vidrio europeo» y, en particular, la de Venecia, Bohemia (en el siglo XVIII) y la de los holandeses.  La producción de vidrio fino de alta calidad esencialmente terminó en Egipto, Siria y Persia, y se mantuvo en la India durante el siglo XVII, el vidrio islámico recuperó un alto nivel de expresión artística tras la influencia europea. La falta de patrocinio de la corte para la fabricación de vidrio y la alta calidad del vidrio europeo contribuyeron a un declive en la industria; sin embargo, aún se fabricaba vidrio utilitario en los centros tradicionales.

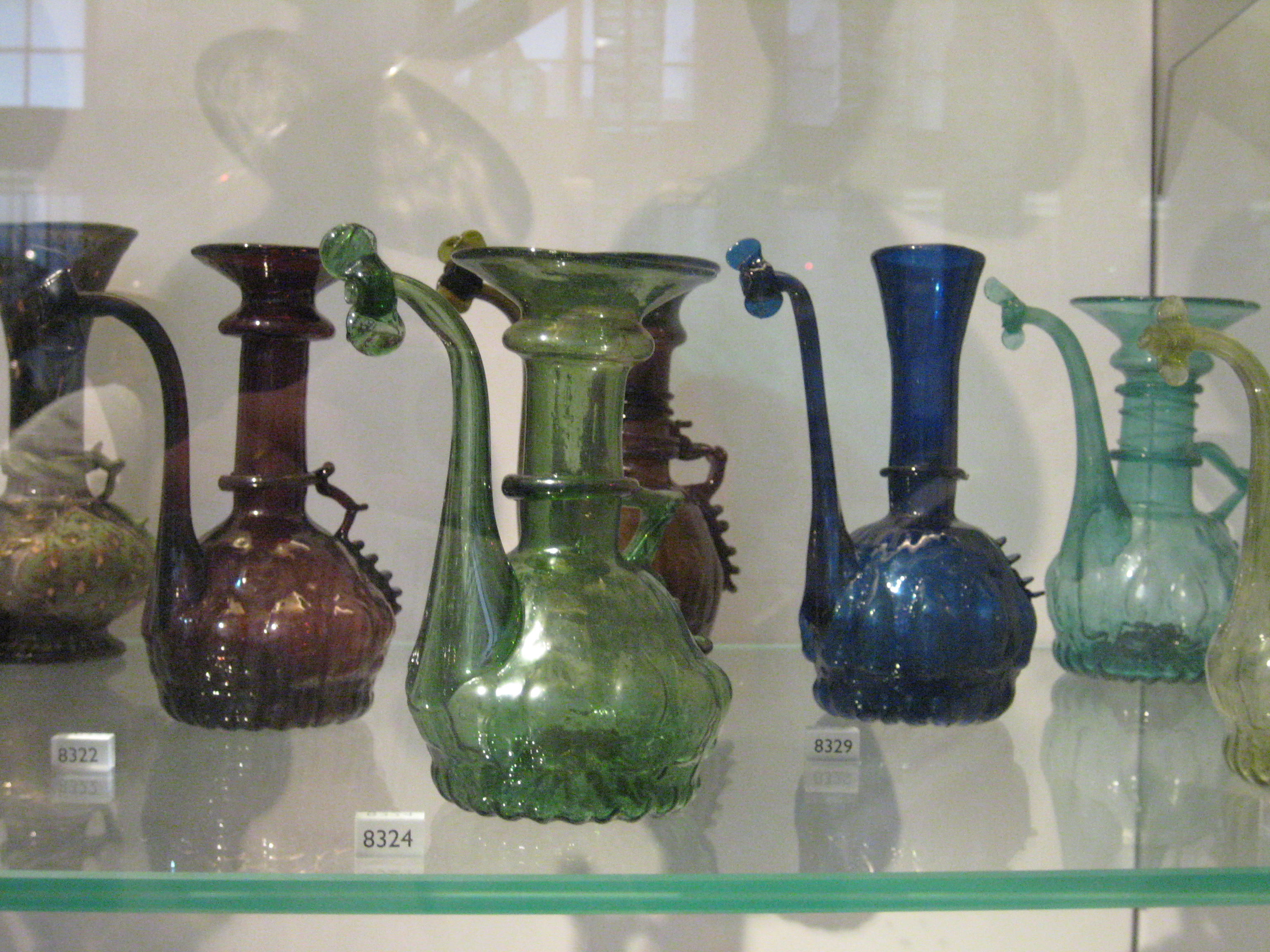
Un grupo de jarras persas del siglo XIX

Los documentos y las cuentas históricas, como el Surname-i Humayun, muestran la presencia de la fabricación de vidrio, y un gremio de fabricantes de vidrio, en Estambul, así como la producción en Beykoz en la costa del Bósforo, en el imperio otomano. El vidrio fabricado en estos centros no era de gran calidad y estaba muy influenciado por los estilos y técnicas venecianas y bohemias. En Persia, la evidencia para la fabricación de vidrio después de las invasiones mongolas del siglo XIII no reaparece hasta el período safávida (siglo XVII). Los viajeros europeos escribieron documentos de fábricas de vidrio en Shiraz, y se cree que los artesanos italianos trasplantados provocaron este avivamiento. No se introdujeron o revivieron tratamientos decorativos significativos o características técnicas del vidrio durante este período en Persia. Las formas de botellas y jarras con decoración simple aplicada o acanalada, hechas de vidrio transparente de color, eran comunes y están vinculadas a la industria del vino Shirazi.
La fabricación de vidrio de Mughal en India, por otro lado, vio un retorno a las tradiciones de esmaltado y dorado del Período Islámico Medio, así como las técnicas de tallado de vidrio usadas en Persia durante los primeros siglos del mundo islámico. Los talleres y fábricas de vidrio se encontraron inicialmente cerca de la capital mogol de Agra, Patna (este de India) y en la provincia de Guyarat (oeste de India), y en el siglo XVIII se habían extendido a otras regiones del oeste de la India. Se introdujeron nuevas formas usando estas técnicas más antiguas del trabajo de vidrio islámico, y de estas, las bases de tubería de agua se convirtieron en las más dominantes. Las botellas cuadradas basadas en formas holandesas, decoradas con esmaltado y dorado con motivos hindúes, son otra expresión importante en la fabricación de vidrio de Mughal, y se produjeron en Bhuj, Kutch y en Guyarat. El estudio etnográfico de la producción actual de vidrio en Jalesar muestra similitudes fundamentales entre este sitio y los hornos primeros de tanques islámicos encontrados en el Levante, a pesar de las diferencias en la forma de las estructuras —redonda en India, rectangular en Bet She'arim—, destacando la continuidad tecnológica de la industria del vidrio a lo largo del período islámico.

## Funciones del vidrio islámico

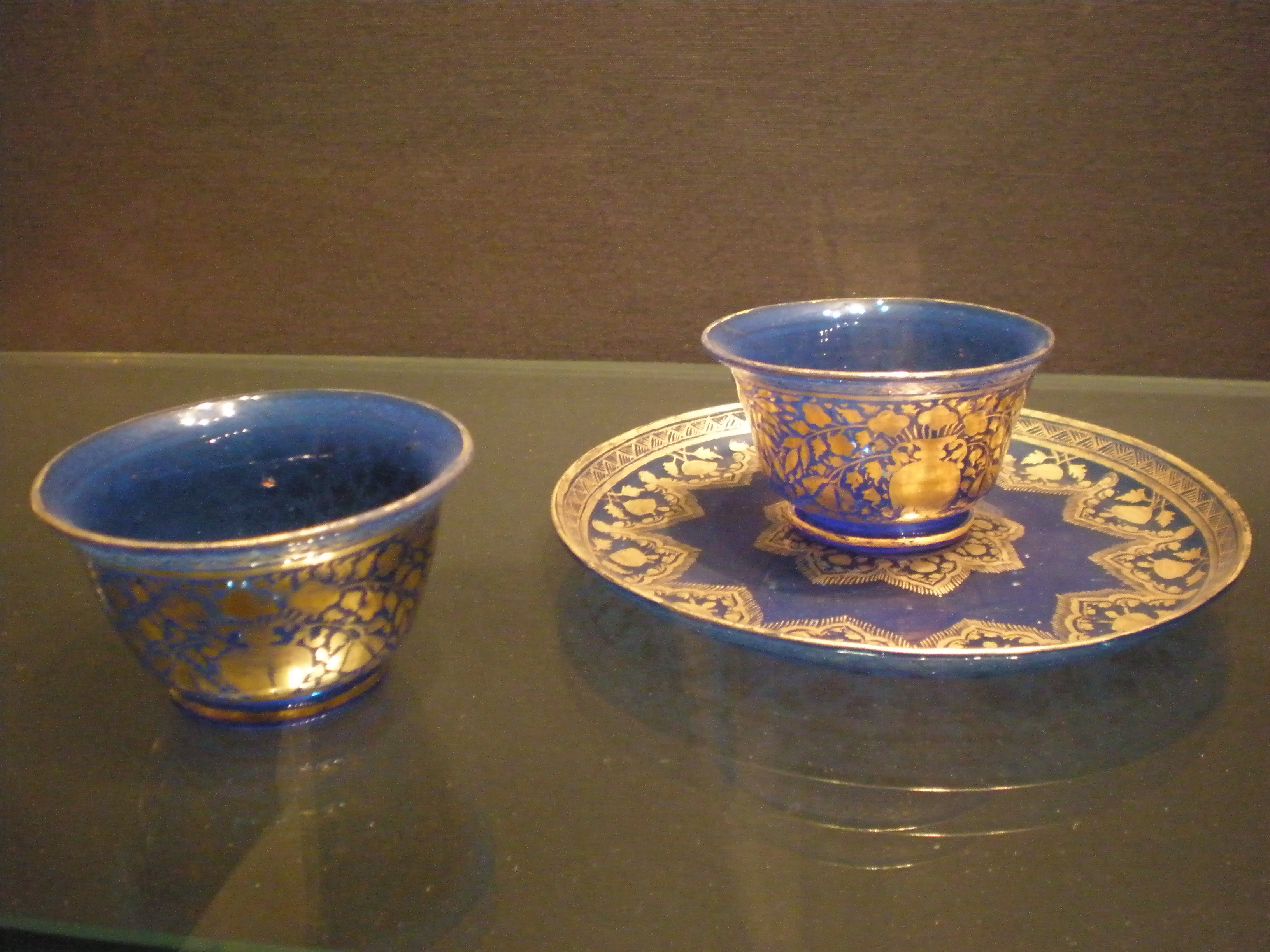
Cuencos de cristal azul cobalto utilizados por los emperadores de Mughal.

Las diversas funciones del vidrio islámico , ya cmentadas como lámparas de la mezquita del Período islámico medio, botellas de vino de Safavid Persia, el vidrio llenó una multitud de papeles a lo largo de la historia del mundo islámico. Una variedad de formas de vasijas utilizadas para contener una amplia gama de materiales conforman la mayor parte de los objetos de vidrio —cuencos, copas, platos, frascos de perfume, etc.— y han recibido la mayor atención de los eruditos del vidrio islámico —Carboni 2001; Israeli 2003 Kröger 1995, Pinder-Wilson 1991, Scanlon y Pinder-Wilson 2001—. Algunas de las funciones de vasos más distintas del período islámico incluyen tinteros, rociadores de perfume, y recipientes asociados con la ciencia y medicina islámicas como alambiques, probetas y catadores..  El vidrio también se usó con fines estéticos en forma de figurines decorativos, y para joyería como pulseras y cuentas.  Las pulseras, en particular, pueden llegar a ser una herramienta arqueológica importante en la datación de sitios islámicos. El vidrio también llenó varios usos utilitarios, con evidencia en ventanas, y como pesos de monedas.  La variedad de funciones del vidrio y la gran masa del material encontrado a través de las excavaciones resalta aún más su importancia como una industria material distinta y altamente desarrollada en todo el mundo islámico.

## Estudio del vidrio islámico
Los estudiosos han prestado relativamente poca atención al vidrio islámico de este período. Una excepción a esto fue el trabajo llevado a cabo por Carl J. Lamm (1902-1987). Lamm catalogó y clasificó los hallazgos de vidrio de sitios islámicos importantes; por ejemplo, Susa en Irán (Lamm, 1931) y en Samarra, en Irak (Lamm, 1928). Uno de los descubrimientos más importantes en el campo del vidrio islámico fue un naufragio que data del año 1036 en la costa de Turquía en Serçe Liman. La carga recuperada incluía fragmentos de vasijas de vidrio y objetos de vidrio exportado de Siria. La importancia de estos hallazgos radica en la información que pueden brindarnos sobre la producción y distribución del vidrio islámico. A pesar de esto, la mayoría de los estudios se han concentrado en la clasificación estilística y decorativa (Carboni 2001, Kröger 1995, Lamm 1928, Lamm 1931, Scanlon y Pinder-Wilson 2001), y como aspectos tecnológicos de la industria, así como los objetos no decorados, a menudo se han pasado por alto dentro de este campo. Esto, en particular, es frustrante porque la mayoría de los hallazgos de vidrio durante el período islámico no están decorados y se utilizaban con fines utilitarios.